# NGC 5996
NGC 5996 is een spiraalvormig sterrenstelsel in het sterrenbeeld Slang. Het hemelobject werd op 21 maart 1784 ontdekt door de Duits-Britse astronoom William Herschel.

## Synoniemen
- UGC 10033
- IRAS 15447+1802
- MCG 3-40-39
- ZWG 107.36
- MK 691
- VV 16
- KCPG 472B
- Arp 72
- PGC 56023